# Padjelantaleden
Le Padjelantaleden (littéralement le chemin de Padjelanta) est un sentier de randonnée situé en Laponie suédoise. Il relie Ritsem (au nord du lac Akkajaure) à Kvikkjokk au sud, pour une distance totale d'environ 160 km, située en majeure partie dans le parc national de Padjelanta. En partant de Kvikkjokk, le trajet monte à travers la vallée de Tarra, le long de la frontière sud-ouest du parc national de Sarek puis entre dans le parc de Padjelanta. Il traverse ensuite le plateau de Tuottar ou il atteint son altitude maximale (950 m) puis redescend vers la station de Staloluokta, sur la rive est du lac Virihaure. Il longe ensuite le lac Virihaure puis rejoint le lac Vastenjaure. Deux chemins sont alors possibles : le premier et longe la rivière Vuojatätno jusqu'à entrer dans le parc national de Stora Sjöfallet et rejoindre le lac Akkajaure, l'autre passe plus à l'est dans une zone plus montagneuse avant à son tour de rejoindre le lac. On peut alors rejoindre Ritsem par bateau. Des chalets régulièrement espacés permettent aux randonneurs de passer la nuit, gérés par la Svenska Turistföreningen en dehors du parc et par les villages samis dans le parc. Les sections entre Kvikkjokk et Tarrekaise de même qu'entre Staloluokta et Vaisaluokta sont aussi utilisées par le Nordkalottleden.

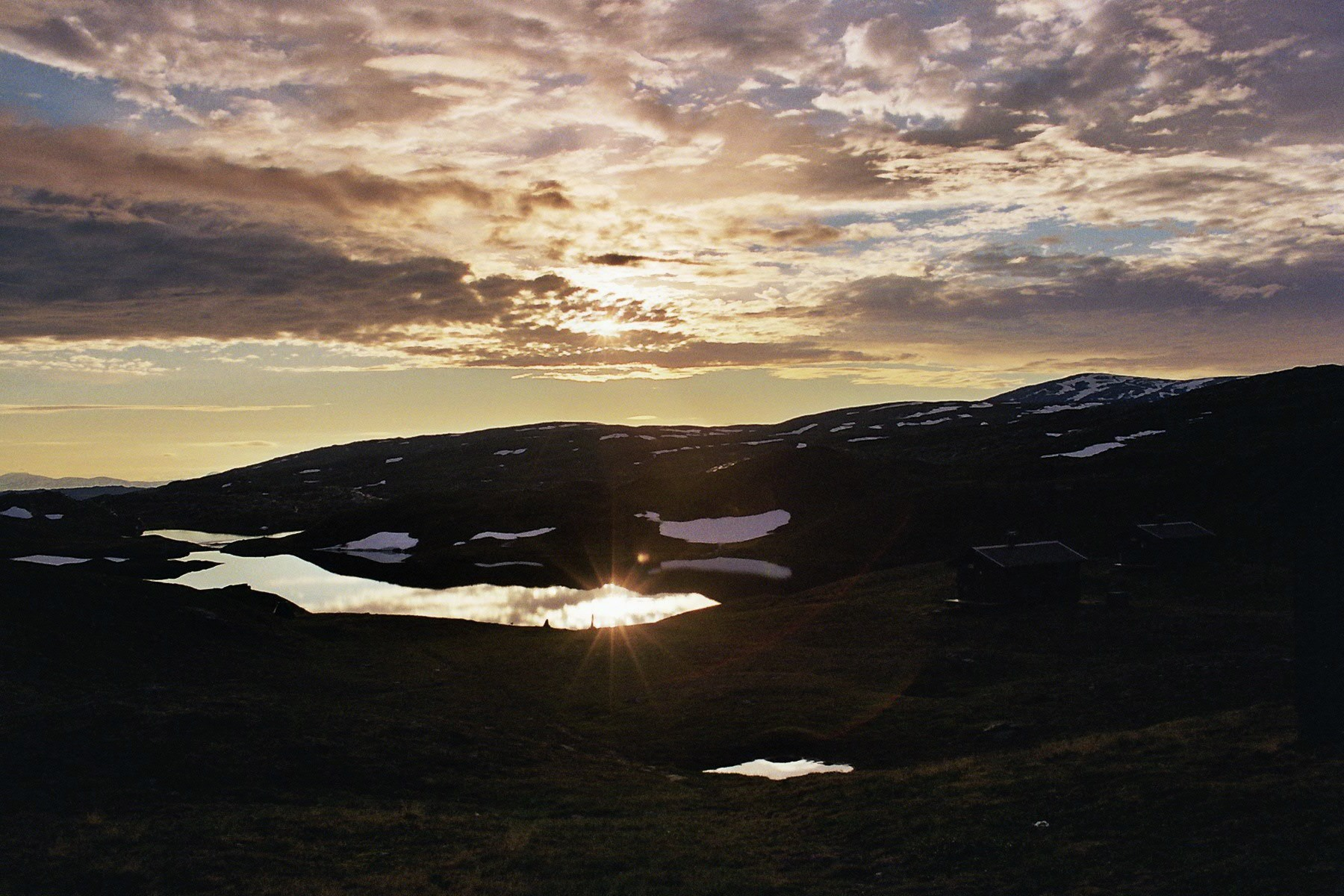
Soleil levant au niveau du chalet de Tuottar

## Étapes

### Kvikkjokk - Staloluokta
- Kvikkjokk - Njunjes, 16 km
- Njunjes - Tarrekaise, 6 km
- Tarrekaise - Såmmarlappa, 13 km
- Såmmarlappa  - Tarraluoppal, 13 km
- Tarraluoppal - Tuottar, 11 km
- Tuottar - Staloluokta, 18 km

### Staloluokta - Vaisaluokta
- Staloluokta - Arasluokta, 12 km
- Arasluokta - Låddejåkkå, 13 km
- Låddejåkkå - Kutjaure, 19 km
- Kutjaure - Vaisaluokta, 18 km

Voie alternative
- Låddejåkkå - Kisuris, 23 km
- Kisuris - Akka, 14 km